# Cleistes itatiaiae
Cleistes itatiaiae är en orkidéart som beskrevs av Guido Frederico João Pabst. Cleistes itatiaiae ingår i släktet Cleistes, och familjen orkidéer. Inga underarter finns listade i Catalogue of Life.